# 1225 Ariane
1225 Ariane este un asteroid din centura principală, descoperit pe 23 aprilie 1930 de Hendrik van Gent.